# Bahnstrecke Lübbenau–Kamenz
| Empfangsgebäude des Bahnhofs Straßgräbchen-Bernsdorf | |                                               |                                               |
| Verlauf der Bahnstrecke Lübbenau–Kamenz | |                                               |                                               |
| Streckennummer (DB): | 6193 (Lübbenau (Spreewald)–Senftenberg) 6198 (Brieske–Hosena) 6194 (Hosena–Kamenz (Sachs))                              |                                               |                                               |
| Kursbuchstrecke (DB): | 209.14 (Lübbenau (Spreewald)–Hosena) 227.1 (Senftenberg–Kamenz (Sachs)–Dresden)                                         |                                               |                                               |
| Kursbuchstrecke: | 154c (1934) 178h (Lübbenau – Senftenberg (Niederlausitz) 1946) 159c (Senftenberg (Niederlausitz) – Kamenz (Sachs) 1946) |                                               |                                               |
| Streckenlänge: | 70,8 km |                                               |                                               |
| Spurweite: | 1435 mm (Normalspur) |                                               |                                               |
| Streckenklasse: | D4 |                                               |                                               |
| Stromsystem: | Lübbenau (Spreewald)–Hosena: 15 kV, 16,7 Hz ~                                                                           |                                               |                                               |
| Streckengeschwindigkeit: | 100 km/h |                                               |                                               |
| | |                                               |                                               |
| \| \| \| von Berlin Görlitzer Bf (km 0) \| \| \| \| \| \| \| \| \| 85,650 \| Lübbenau (Spreewald) \| Lübbenau (Spreewald) \| \| \| \| \| \| \| \| \| nach Görlitz \| \| \| \| \| Braunkohleindustrie \| \| \| \| \| Lübbenau Süd \| \| \| \| 90,740 \| Bk Groß Lübbenau \| Bk Groß Lübbenau \| \| \| 93,175 \| Bischdorf (Pv eingestellt) \| Bischdorf (Pv eingestellt) \| \| \| \| von Cottbus \| \| \| \| 100,253 \| Calau (Niederlausitz) \| Calau (Niederlausitz) \| \| \| \| nach Halle (Saale) Hbf \| \| \| \| 106,960 \| Luckaitztal (früher Schöllnitz) \| Luckaitztal (früher Schöllnitz) \| \| \| 110,544 \| Altdöbern \| Altdöbern \| \| \| \| von Finsterwalde \| \| \| \| 112,524 \| Abzw Altdöbern Süd \| Abzw Altdöbern Süd \| \| \| 117,434 \| Großräschen \| Großräschen \| \| \| \| \| \| \| \| 120,000 \| Großräschen Süd (bis 1988) \| Großräschen Süd (bis 1988) \| \| \| 121,500 \| Dörrwalde \| Dörrwalde \| \| \| \| Verbindungskurve nach Abzw Sornoer Buden West \| \| \| \| \| von Cottbus \| \| \| \| 124,072 \| Sedlitz Ost \| Sedlitz Ost \| \| \| 124,300 \| Reppist \| Reppist \| \| \| \| \| \| \| \| 128,700126,300 \| Senftenberg (Ende Strecke 6193) \| Senftenberg (Ende Strecke 6193) \| \| \| \| nach Schipkau \| \| \| \| \| \| \| \| \| −0,654 \| Brieske (Beginn Strecke 6198) \| Brieske (Beginn Strecke 6198) \| \| \| \| nach Großenhain Cottb Bf \| \| \| \| 133,20 \| Hosena Nord \| Hosena Nord \| \| \| 7,332 \| Abzw Peickwitz \| Abzw Peickwitz \| \| \| 9,844 \| Hosena (Roßlau–Węgliniec) \| 115 m \| \| \| \| (früher Hohenbocka) \| \| \| \| 13,282137,600 \| (Streckenwechsel 6198/6194) \| (Streckenwechsel 6198/6194) \| \| \| \| Landesgrenze Brandenburg–Sachsen \| \| \| \| 140,969 \| Lausitzer Grubenbahn \| Lausitzer Grubenbahn \| \| \| 142,170 \| Wiednitz (ehem. Bf) \| 135 m \| \| \| \| von Hoyerswerda \| \| \| \| 145,684 \| Straßgräbchen-Bernsdorf (Oberlausitz) \| 146 m \| \| \| \| nach Dresden-Klotzsche \| \| \| \| \| Anst Steinbruch Oßling \| \| \| \| 149,563 \| Hausdorf \| 153 m \| \| \| 152,265 \| Cunnersdorf (b Kamenz) \| 175 m \| \| \| \| Anst Tanklager \| \| \| \| \| von Kamenz (Sachs) Nord Ldst \| \| \| \| 154,456 \| Awanst Kamenz Nord \| 175 m \| \| \| 157,001 \| Kamenz (Sachs) \| 193 m \| \| \| \| nach Bischofswerda \| \| \| \| \| nach Pirna \| \| | |                                               |                                               |
| Strecke | | von Berlin Görlitzer Bf (km 0)                | von Berlin Görlitzer Bf (km 0)                |
| | |                                               |                                               |
| Bahnhof | 85,650 | Lübbenau (Spreewald)                          | Lübbenau (Spreewald)                          |
| | |                                               |                                               |
| Abzweig geradeaus und nach links | | nach Görlitz                                  | nach Görlitz                                  |
| Abzweig geradeaus und von rechts | | Braunkohleindustrie                           | Braunkohleindustrie                           |
| Dienststation / Betriebs- oder Güterbahnhof | | Lübbenau Süd                                  | Lübbenau Süd                                  |
| ehemalige Blockstelle | 90,740 | Bk Groß Lübbenau                              | Bk Groß Lübbenau                              |
| Dienststation / Betriebs- oder Güterbahnhof | 93,175 | Bischdorf (Pv eingestellt)                    | Bischdorf (Pv eingestellt)                    |
| Abzweig geradeaus und von links | | von Cottbus                                   | von Cottbus                                   |
| Bahnhof | 100,253 | Calau (Niederlausitz)                         | Calau (Niederlausitz)                         |
| Abzweig geradeaus und nach rechts | | nach Halle (Saale) Hbf                        | nach Halle (Saale) Hbf                        |
| Haltepunkt / Haltestelle | 106,960 | Luckaitztal (früher Schöllnitz)               | Luckaitztal (früher Schöllnitz)               |
| Bahnhof | 110,544 | Altdöbern                                     | Altdöbern                                     |
| Abzweig geradeaus und von rechts | | von Finsterwalde                              | von Finsterwalde                              |
| Blockstelle | 112,524 | Abzw Altdöbern Süd                            | Abzw Altdöbern Süd                            |
| Bahnhof | 117,434 | Großräschen                                   | Großräschen                                   |
| Abzweig ehemals geradeaus und nach links · Strecke von rechts | |                                               |                                               |
| Bahnhof (Strecke außer Betrieb) · Strecke | 120,000 | Großräschen Süd (bis 1988)                    | Großräschen Süd (bis 1988)                    |
| Strecke (außer Betrieb) · ehemaliger Dienststation / Betriebs- oder Güterbahnhof | 121,500 | Dörrwalde                                     | Dörrwalde                                     |
| Strecke (außer Betrieb) · Abzweig geradeaus und ehemals nach links | | Verbindungskurve nach Abzw Sornoer Buden West | Verbindungskurve nach Abzw Sornoer Buden West |
| Strecke (außer Betrieb) · Abzweig geradeaus und von links | | von Cottbus                                   | von Cottbus                                   |
| Strecke (außer Betrieb) · Bahnhof | 124,072 | Sedlitz Ost                                   | Sedlitz Ost                                   |
| Haltepunkt / Haltestelle (Strecke außer Betrieb) · Strecke | 124,300 | Reppist                                       | Reppist                                       |
| Abzweig ehemals geradeaus und von links · Strecke nach rechts | |                                               |                                               |
| Bahnhof | 128,700126,300 | Senftenberg (Ende Strecke 6193)               | Senftenberg (Ende Strecke 6193)               |
| Abzweig geradeaus und ehemals nach rechts | | nach Schipkau                                 | nach Schipkau                                 |
| Strecke von links · Abzweig ehemals geradeaus und nach rechts | |                                               |                                               |
| Dienststation / Betriebs- oder Güterbahnhof · Strecke (außer Betrieb) | −0,654 | Brieske (Beginn Strecke 6198)                 | Brieske (Beginn Strecke 6198)                 |
| Abzweig geradeaus und nach rechts · Strecke (außer Betrieb) | | nach Großenhain Cottb Bf                      | nach Großenhain Cottb Bf                      |
| Strecke · Betriebs-/Güterbahnhof Strecke bis hier außer Betrieb | 133,20 | Hosena Nord                                   | Hosena Nord                                   |
| ehemalige Blockstelle · Abzweig ehemals geradeaus, nach links und nach rechts | 7,332 | Abzw Peickwitz                                | Abzw Peickwitz                                |
| Abzweig quer und nach links · Turmbahnhof geradeaus oben (Strecke geradeaus außer Betrieb) · Abzweig quer und von rechts | 9,844 | Hosena (Roßlau–Węgliniec)                     | 115 m                                         |
| Abzweig ehemals geradeaus und von links · Strecke nach rechts | | (früher Hohenbocka)                           | (früher Hohenbocka)                           |
| Kilometer-Wechsel | 13,282137,600 | (Streckenwechsel 6198/6194)                   | (Streckenwechsel 6198/6194)                   |
| Grenze | | Landesgrenze Brandenburg–Sachsen              | Landesgrenze Brandenburg–Sachsen              |
| Kreuzung geradeaus unten (Querstrecke außer Betrieb) | 140,969 | Lausitzer Grubenbahn                          | Lausitzer Grubenbahn                          |
| Haltepunkt / Haltestelle | 142,170 | Wiednitz (ehem. Bf)                           | 135 m                                         |
| Abzweig geradeaus und ehemals von links | | von Hoyerswerda                               | von Hoyerswerda                               |
| Bahnhof | 145,684 | Straßgräbchen-Bernsdorf (Oberlausitz)         | 146 m                                         |
| Abzweig geradeaus und ehemals nach rechts | | nach Dresden-Klotzsche                        | nach Dresden-Klotzsche                        |
| Abzweig geradeaus und nach links | | Anst Steinbruch Oßling                        | Anst Steinbruch Oßling                        |
| Haltepunkt / Haltestelle | 149,563 | Hausdorf                                      | 153 m                                         |
| Dienststation / Betriebs- oder Güterbahnhof | 152,265 | Cunnersdorf (b Kamenz)                        | 175 m                                         |
| Abzweig geradeaus und von links | | Anst Tanklager                                | Anst Tanklager                                |
| Abzweig geradeaus und ehemals von links | | von Kamenz (Sachs) Nord Ldst                  | von Kamenz (Sachs) Nord Ldst                  |
| ehemalige Blockstelle | 154,456 | Awanst Kamenz Nord                            | 175 m                                         |
| Bahnhof | 157,001 | Kamenz (Sachs)                                | 193 m                                         |
| Abzweig geradeaus und ehemals nach links | | nach Bischofswerda                            | nach Bischofswerda                            |
| Strecke | | nach Pirna                                    | nach Pirna                                    |

Die Bahnstrecke Lübbenau–Kamenz ist eine eingleisige Hauptbahn in Brandenburg und Sachsen, welche ursprünglich von der Berlin-Görlitzer Eisenbahn-Gesellschaft erbaut und betrieben wurde. Sie zweigt in Lübbenau von der Bahnstrecke Berlin–Görlitz ab und führt über Calau und Senftenberg ins sächsische Kamenz. Dort besteht Anschluss an die Bahnstrecke Kamenz–Pirna.

## Geschichte

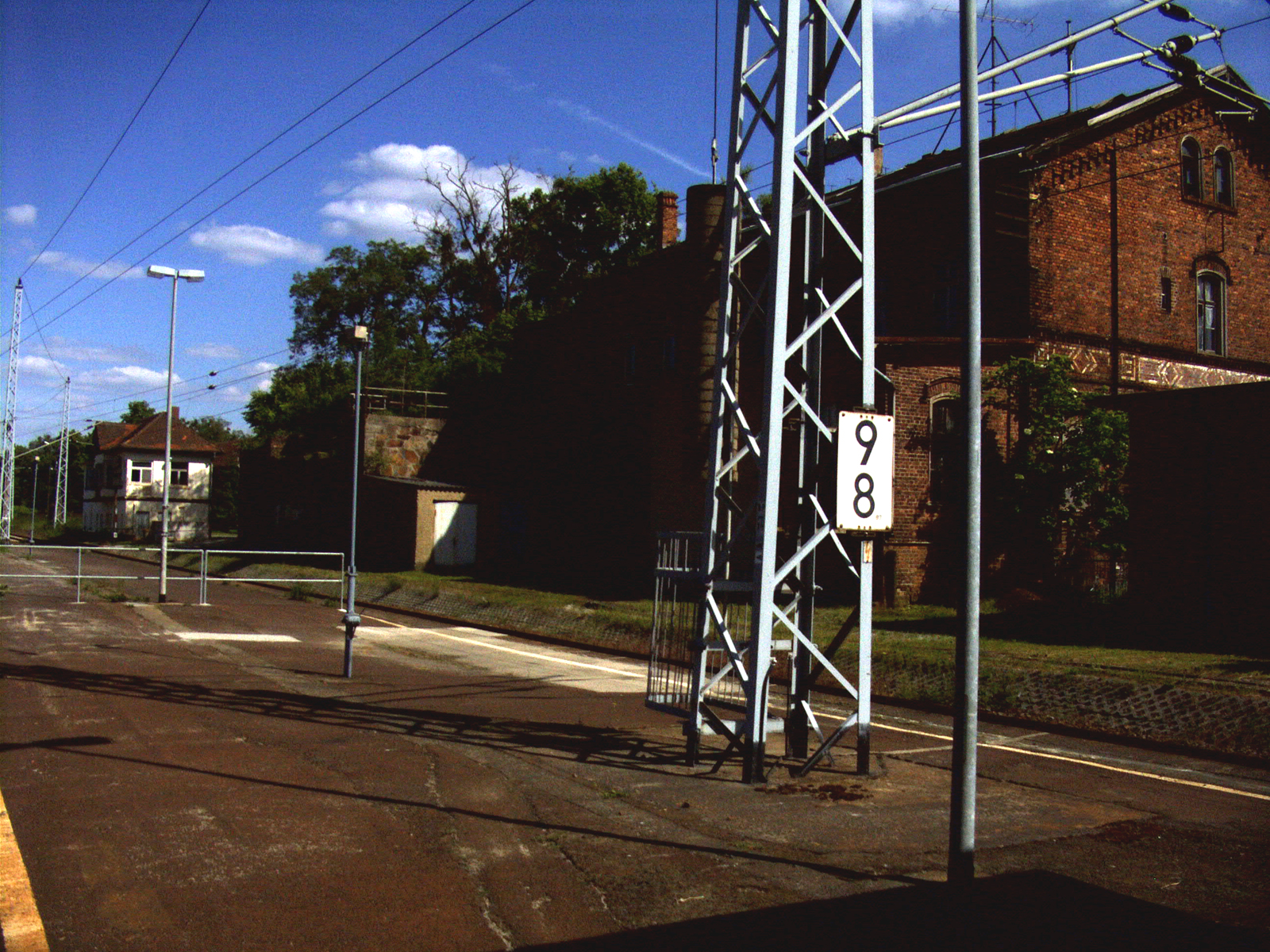
Reste des Kreuzungsbauwerkes des oberen Bahnsteiges in Hosena

Haltepunkt Wiednitz

Die Strecke von Lübbenau über Großräschen, Senftenberg nach Kamenz wurde 1874 eröffnet. 1882 wurde die Berlin-Görlitzer Eisenbahngesellschaft verstaatlicht und Teil der Preußischen Staatseisenbahnen. Zu DDR-Zeiten hatte der Streckenabschnitt Lübbenau–Senftenberg große Bedeutung für die hier ansässige Braunkohleindustrie samt benachbarten Braunkohle-Tagebauen. Bedingt durch die nördlichere Verlegung des Tagebau Niemtsch in den 1950er Jahren musste die Strecke im Bereich des Bahnhof Hosena umgeplant werden. Der ehemalige Turmbahnhof mit der Bahnstrecke Węgliniec–Roßlau wurde in eine niveaugleiche Gleisführung umgebaut. Die Strecke führte danach um den späteren Senftenberger See und der Ortschaft Peickwitz vorbei weiter bis Senftenberg.
Zum 23. Mai 1998 wurde der Schienenpersonennahverkehr auf dem Abschnitt Hosena–Kamenz von der damals noch zuständigen Landesverkehrsgesellschaft Sachsen abbestellt. Güterverkehr sowie gelegentlicher, eigenwirtschaftlicher Personenverkehr finden in diesem Abschnitt nach wie vor statt.
Von 2014 bis 2016 gab es mit der Lausitzer Seenlandbahn von Dresden ausgehend touristische Fahrten auf dieser Strecke, die am Zielort mit einem organisierten Tagesprogramm verbunden waren. Pro Jahr konnten mehr als 200 Fahrgäste verzeichnet werden. Der Zustieg in den Triebwagen der DR-Baureihe VT 2.09 des Vereins Ostsächsische Eisenbahnfreunde war in Kamenz und Straßgräbchen-Bernsdorf möglich. Bereits für 2017 und 2018 war die Bestellung von je einem Zugpaar ins Lausitzer Seenland an den Wochenenden der sächsischen Sommerferien geplant. Aus rechtlichen Gründen war die Nutzung der Bahnsteige in Bernsdorf und Wiednitz nicht möglich, so dass die Züge nicht verkehren konnten.
Im Jahr 2019 waren in den sächsischen Sommerferien samstags je zwei Zugpaare zwischen Dresden und Senftenberg geplant, die zum normalen VVO-Tarif genutzt werden können. Als EVU war vom Verkehrsverbund Oberelbe die Städtebahn Sachsen beauftragt, die dafür zwei der regulären Zugpaare Dresden–Kamenz bis Senftenberg verlängerte. Infolge der Insolvenz der Städtebahn verkehrten die Züge nur an den ersten drei Wochenenden.
Am 18. Juni 2020 gab der verantwortliche Verkehrsverbund Oberelbe bekannt, dass jeweils ein Zugpaar an den Wochenenden in den Sommerferien 2020 verkehren wird. Bedient werden die Bahnhöfe Straßgräbchen-Bernsdorf, Wiednitz und Hosena.

## Ausblick
Es gibt Forderungen sowohl seitens der Politik als auch der Wirtschaft, eine durchgehende Verbindung von Dresden über Kamenz nach Senftenberg einzurichten. Dies soll vor allem die Fahrtzeit nach Berlin sowie zu den Flughäfen erheblich senken, aber auch innerhalb der Westlausitz. Zurzeit dauert eine Fahrt von Kamenz nach Senftenberg mehr als zwei Stunden.
Am 17. August 2021 gab Sachsens Verkehrsminister Martin Dulig bekannt, dass die Verbindung Hosena–Kamenz eine von fünf Strecken in Sachsen ist, die das Ministerium für Wirtschaft, Arbeit und Verkehr „intensiv und detailliert auf eine Aktivierungsmöglichkeit“ für den Schienenpersonennahverkehr untersuchen wolle. Bei einer Durchbindung der Regionalbahn-Linie RB 34 von Dresden nach Hoyerswerda wird zwischen Hosena und Kamenz täglich mit 600 Fahrgästen gerechnet.